# Chasselay (Rodan)

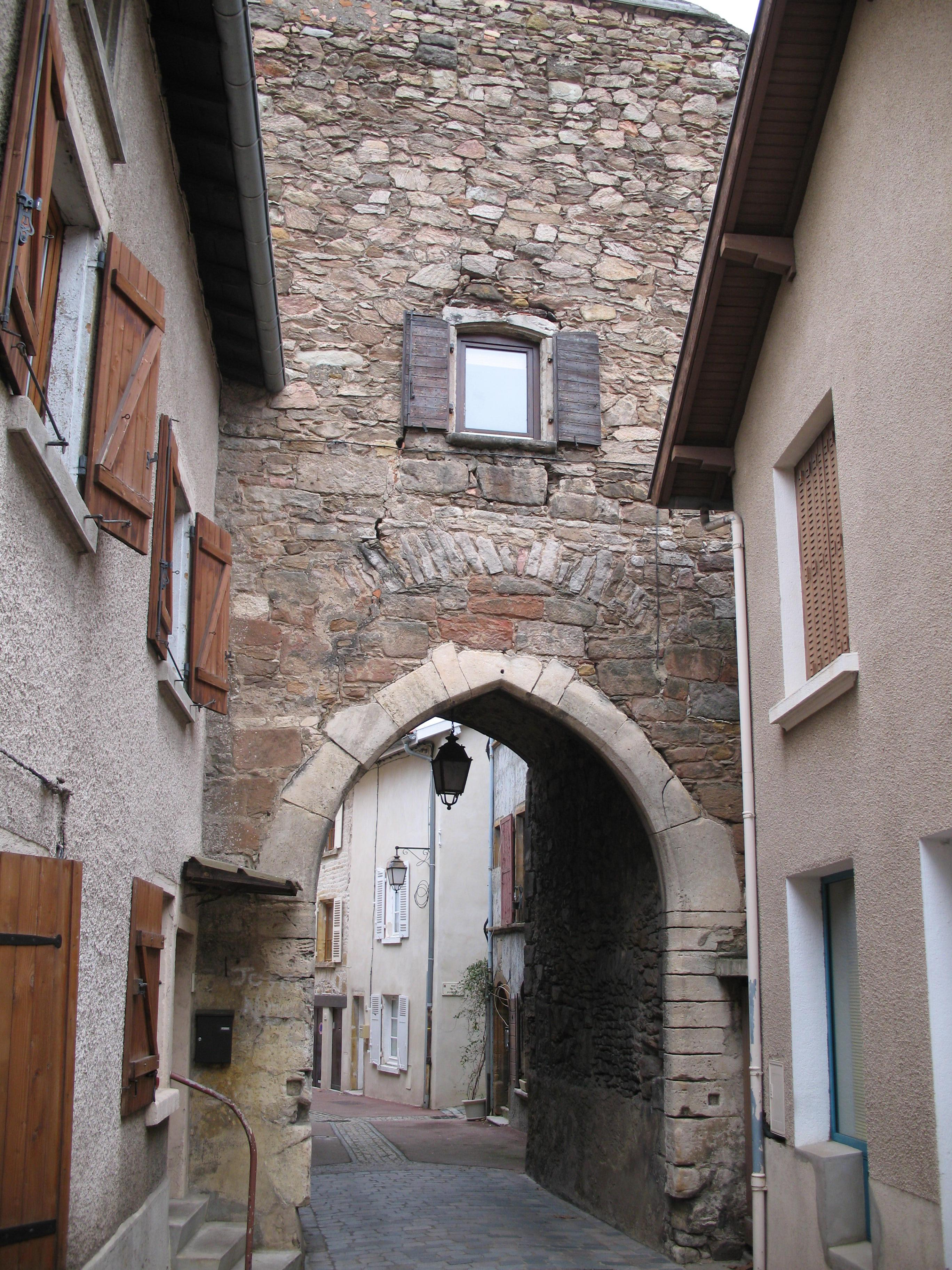
Brama do starego miasta w Chasselay, 2008

Chasselay – miejscowość i gmina we Francji, w regionie Owernia-Rodan-Alpy, w departamencie Rodan.
Według danych na rok 1990 gminę zamieszkiwały 2002 osoby, a gęstość zaludnienia wynosiła 157 osób/km². Wśród 2880 gmin regionu Rodan-Alpy Chasselay plasuje się na 437. miejscu pod względem liczby ludności, natomiast pod względem powierzchni na miejscu 922.